# Dalmati
Dalmati (tudi Delmati) je bilo veliko ilirsko pleme v Srednji Dalmaciji imenovani po svojem glavnem 
mestu Delminiumu, najverjetneje današnji Županjac na Duvanjskem polju v Hercegovini.
Živeli so v morskem zaledju srednje Dalmacije, v južnobosanskem dinarskem pogorju in v bližini današnjega Solina pri Splitu. Z Iliri so sprva sodelovali, pozneje pa so se odcepili od njih in ustvarili lastno zvezo. Napadali so skoraj vse sosede , predvsem Liburne in Daorse. Divji gorski in pastirski svet, roparstvo in prejkone primitivno rudarstvo jim je dajalo moč in neodvisnost, vendar so kulturno zaostajali za sosednjimi plemeni.
Pleme Dalmatov je bilo v začetku odvisno od Ardijejcev. Po smrti Ardijejskega kralja Pleurata postanejo neodvisni. Dalmati so bili bojevniško pleme, ki se je ukvarjalo s kmetijstvom. Zanimivo iz njihovega življenja je to, da so si vsako osmo leto na novo delili obdelovalno zemljo. Svojo kulturo in običaje so ohranili skozi stoletja.
Kot bojevniki so stalno napadali sosede in z njimi vodili vojne. Zato so se Daorsi - sosednje pleme - obrnili za pomoč k Rimljanom. Po več vojnah z Rimljani so jih le-ti leta 6 n. št. premagali in pokorili ter po njih imenovali provinco Dalmacijo.